# Батес, Стеван
Стеван Батес (серб. Стеван Батес; род. 29 ноября 1981, Белград) — югославский и сербский футболист, выступавший на позиции защитника, тренер.

## Карьера
В начале футбольной карьеры Батес выступал за белградский «Железничар», затем провёл несколько сезонов в «Железнике». В 2004 году он был арендован клубом «Алания», представляющем российскую Премьер-лигу. 10 апреля футболист дебютировал в чемпионате России, отыграв все 90 минут матча с «Ротором», который закончился победой его клуба со счётом 1:0. 1 мая во встрече с «Кубанью» игрок был удалён в конце первого тайма после получения второй жёлтой карточки. 19 мая Батес забил один из голов в ворота московского «Динамо», в результате чего «Алания» победила 4:2. Всего же за время аренды он провёл 10 матчей в российском первенстве и забил 1 гол.
После возвращения из аренды Батес присоединился к клубу «Рад», а в июле 2006 года перешёл во французскую команду «Шатору» на правах свободного агента. Он дебютировал в Лиге 2 28 июля во встрече с «Туром», а первый гол забил 11 августа того же года в игре с «Греноблем» (итоговый счёт — 2:2). За три сезона, проведённых во втором по значимости дивизионе Франции, сербский защитник сыграл 66 матчей и отметился тремя забитыми мячами. Также он выступал в кубковых играх. В июле 2009 года Батес ушёл из клуба и подписал контракт с клубом «Баку» из Азербайджана. Здесь он помимо выступлений в чемпионате страны впервые участвовал в международных турнирах. 14 июля Стеван сыграл матч с «Экранасом» в рамках второго квалификационного раунда Лиги чемпионов. 20 августа игрок вышел на поле в игре с «Базелем», которая проводилась в четвёртом квалификационном раунде Лиги Европы. Также Батес попал в заявку «Баку» на Кубок чемпионов Содружества 2010, где провёл 2 матча.
В январе 2011 года футболист перешёл в норвежский «Тромсё», поучаствовал в одном матче Типпелиги, а затем вернулся в «Баку». В январе 2012 года Батес получил статус свободного агента и присоединился к своему бывшему клубу «Рад». Однако уже в феврале он снова отправился в Азербайджан: «Хазар-Ленкорань» договорился о годичной аренде сербского защитника, и Батес стал выступать за этот азербайджанский клуб на правах аренды.